# Oleksij Antjuchin
Oleksij Volodymyrovyč Antjuchin, traslitterato anche come Oleksiy Antyukhin (in ucraino Олексій Володимирович Антюхін?; Zaporižžja, 25 novembre 1971), è un ex calciatore ucraino, di ruolo attaccante.

## Palmarès

### Club

#### Competizioni nazionali
- Campionato ucraino: 1

Dinamo Kiev: 1996-1997

### Individuale
- Capocannoniere della Perša Liha: 1

1996-1997 (22 reti)